# Волошка Лавренка
Волошка Лавренка (Centaurea lavrenkoana) — вид рослин родини айстрові (Asteraceae), поширений у пд.-сх. Європі.

## Опис
Дворічна рослина 25–65 см заввишки. Обгортка (сукупність верхніх листків або приквітків біля основи суцвіття) майже циліндрична, з конічною основою, 8–11 мм завдовжки, 3–5 мм завширшки; центральна щільна частина її придатків чорнувата або темно-бура; бахромки буро-жовті, плівчасті; вушка нерозвинені. Квіти рожеві. Сім'янка 2.5–3 мм довжиною, чубчик 1.5–2 мм довжиною. Стебла гіллясті, вгорі по ребрах гострошорсткуваті, разом з листям досить густопавутинисті.

## Поширення
Європа: пд. Україна, пд.-зх. Росія.
В Україні зростає на крейдяних, вапнякових і сланцевих відслоненнях — у Лісостепу, Степу (сх. ч.). Входить у перелік видів, які перебувають під загрозою зникнення на території Запорізької області.